# Hedi Kliemke
Hedi Kliemke (Haldensleben, 9 de octubre de 2005) es una deportista alemana que compite en piragüismo en la modalidad de aguas tranquilas. Ganó dos medallas en el Campeonato Mundial de Piragüismo de 2023, plata en C4 500 m y bronce en C2 200 m.

## Palmarés internacional
| Campeonato Mundial | Campeonato Mundial   | Campeonato Mundial | Campeonato Mundial |
| Año                | Lugar                | Medalla            | Competición        |
| ------------------ | -------------------- | ------------------ | ------------------ |
| 2023               | Duisburgo (Alemania) | Medalla de plata   | C4 500 m           |
| 2023               | Duisburgo (Alemania) | Medalla de bronce  | C2 200 m           |